# Charlie Morrow
Pour les articles homonymes, voir Morrow et Charles Morrow.
Charlie Morrow, né Charles Morrow le 9 février 1942 à Newark, au New Jersey, est un artiste sonore, compositeur, conceptualiste et interprète américain.
Ses projets créatifs incluent des œuvres de chant et de guérison, des installations de musées et de galeries, des festivals à grande échelle, des émissions de radio et de télévision, des bandes sonores de films, une conception sonore commerciale et des jingles publicitaires.

## Biographie
Charles Morrow naît à Newark, au New Jersey, et grandit à Rutherford et à Passaic, aussi au New Jersey. Ses parents sont tous deux psychiatres.
Il commence à jouer de la trompette à 10 ans, puis du clairon. Par la suite, il joue également en utilisant des conques, des cornes de vache et de chèvre, une guimbarde, de l'ocarina et des appareils électroniques faits maison. Son travail se concentré sur la respiration, la vocalisation, les gestes et les états mentaux de rêve.
Charlie Morrow fréquente le Columbia College (1958-1961), où ses professeurs comprennent le compositeur Otto Luening et, surtout, l'ethnomusicologue Willard Rhodes, qui l'a initié aux cultures orales et aux traditions chamaniques.
En 1963, Charlie Morrow reçoit un diplôme en composition du Mannes College of Music, où parmi ses professeurs figureent Stefan Wolpe et William Jay Sydeman. Durant cette période, il rencontre également des personnalités de l'avant-garde new-yorkaise, notamment Philip Corner. Charlie Morrow joue avec Corner dans le Tone Roads Ensemble qui comprend également James Tenney et Malcolm Goldstein, et, grâce à Corner, il rencontre des personnalités radicales, dont John Cage et l'artiste Fluxus Alison Knowles.
Charlie Morrow donne de nombreuses conférences, notamment à l'Aspen Design Conference, à l'Université de Columbia, à l'Oberlin College, à l'Université de technologie d'Helsinki, à l'Université de Copenhague, à l'Université Cornell et au Central Saint Martins College of Art and Design. Il participe à la documenta 8 et au « New York Sound Cube », qui a eu lieu à The Kitchen en 2004.

## Film, télévision et bandes sonores
Morrow a créé des bandes originales de longs métrages pour la NASA Moonwalk One réalisé par Frances Thompson, pour Au-delà du réel (Altered States) de Ken Russell et pour Man Without A World d'Eleanor Antin.
Il a conçu la musique et le son pour les treize parties de la série « America » de Time-Life. Sa vidéo Paul's Story: A Sami in New York est créée au Margaret Mead Film Festival, en décembre 1989. En 2007, il réalise la musique et la conception sonore du film Les Avatars du Vénus de Jean-Jacques Lebel.

## Récompenses et distinctions
- (en) Charlie Morrow: Awards, sur l'Internet Movie Database